# Aleksandr Moiséyev
Aleksandr Moiséyev, en ruso:Александр Иванович Моисеев (nacido el 28 de mayo de 1927 y muerto en el año 2003) fue un jugador soviético de baloncesto. Consiguió cinco medallas en competiciones internacionales con la selección de la Unión Soviética.